# Marienbasilika (Kevelaer)

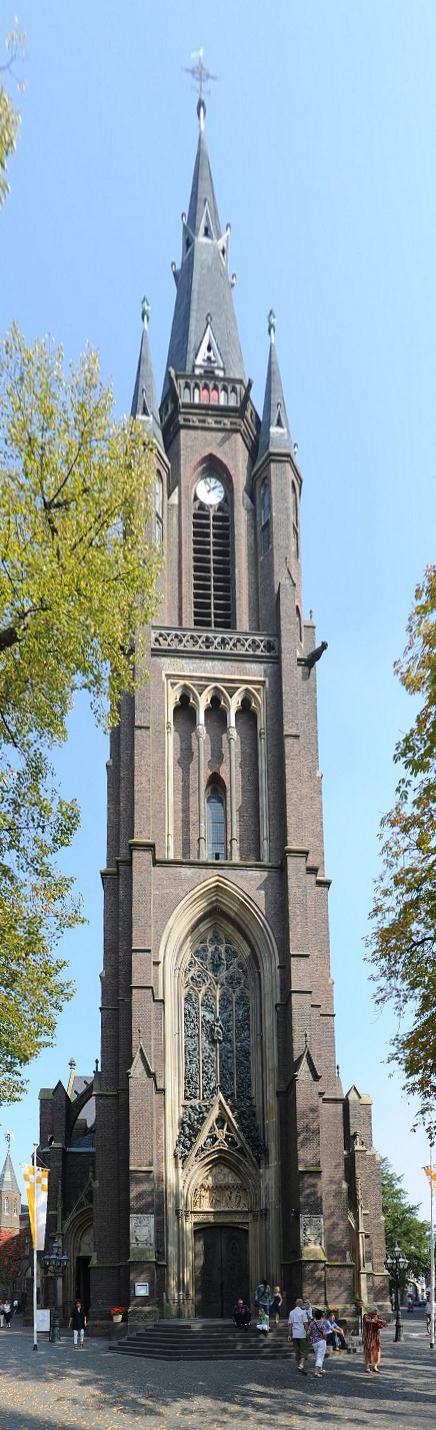
Basilika

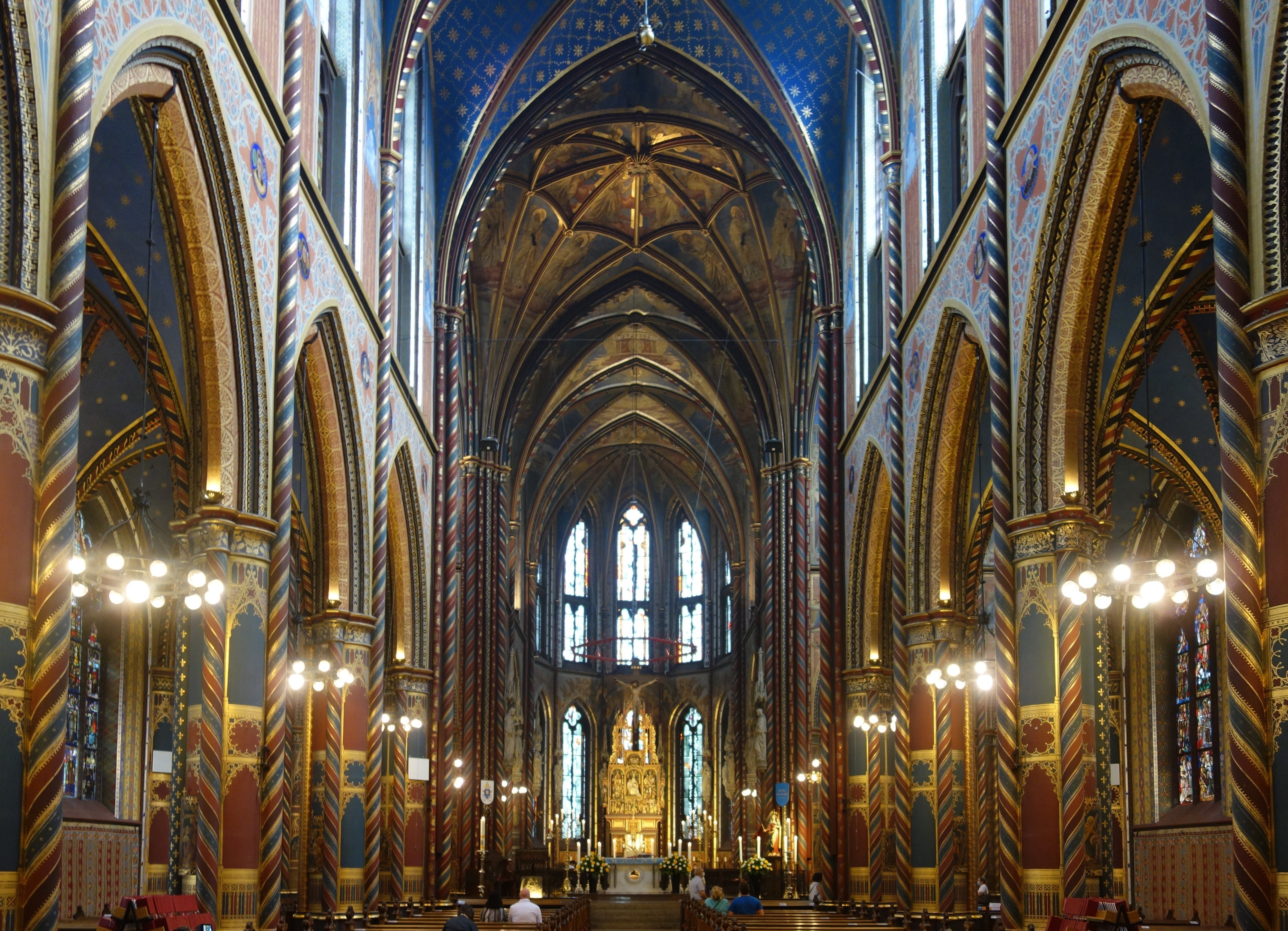
Innenraum mit Blick auf den Chor

Die Marienbasilika ist eine Marienwallfahrtskirche in Kevelaer, in der die großen Gottesdienste der Kevelaer-Wallfahrt gefeiert werden.

## Baugeschichte
Die neogotische Kirche wurde durch Hilger Hertel dem Älteren nach Plänen von Vincenz Statz 1858 bis 1864 gebaut. Der viergeschossige, 90 m hohe Westturm wurde erst 1883/84 errichtet. Friedrich Stummel und seine Schüler haben die Chöre und das Querschiff zur Zeit der Jahrhundertwende farbenprächtig ausgemalt.
1991 wurde mit der Innenausmalung in Anlehnung an die Sainte-Chapelle in Paris eine Restaurierung abgeschlossen und damit einer der farbenprächtigsten Kirchenräume des Rheinlandes wiederhergestellt. Durch erhebliche Kriegszerstörungen gingen die ursprünglichen Bleiglasfenster verloren, die ab 1946 durch neue ersetzt worden waren. Ein Teil davon wurde von dem Weezer Künstler Hans Mennekes entworfen.
Der St.-Josefs-Bauverein förderte ab 1878 den dekorativen Ausbau der Kirche. Dazu gehörte neben prächtigen Teppichen im Hauptchor eine figürliche Ausstattung zur Verschönerung der Turmpartie. Aus dem Atelier des Bildhauers August Schmiemann aus Münster stammen die aus Sandstein gefertigten Standbilder des Königs David und der Cäcilia in den Nischen unterhalb der Orgelempore, sowie die steinernen Statuen des Hl. Gregorius und des Hl. Ambrosius neben der Hauptorgel.
Das heutige Bronzeportal der Kirche wurde vom Holzschneider und Bildhauer Willi Dirx gefertigt.

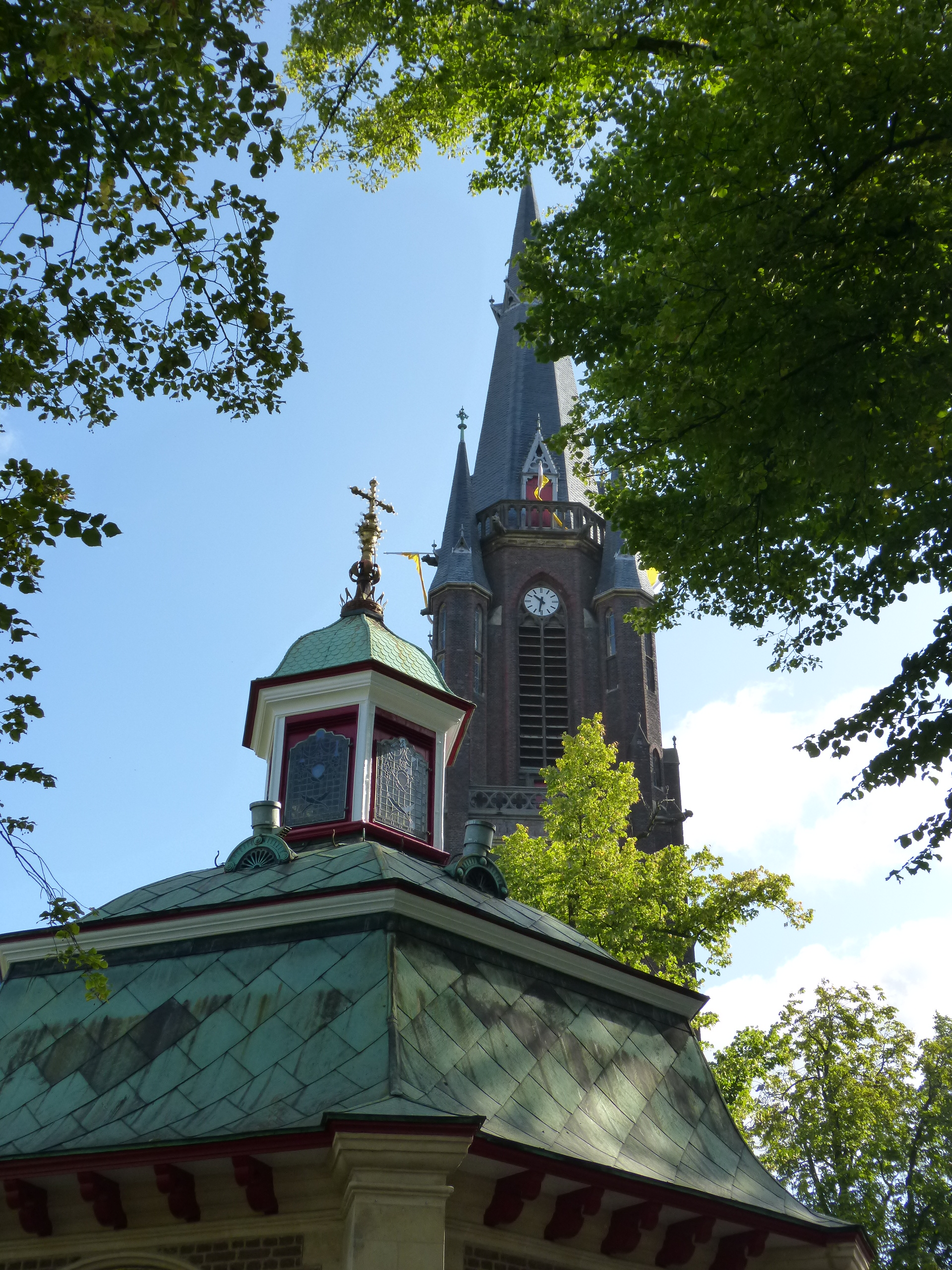
Gnadenkapelle und Turm der Basilika.
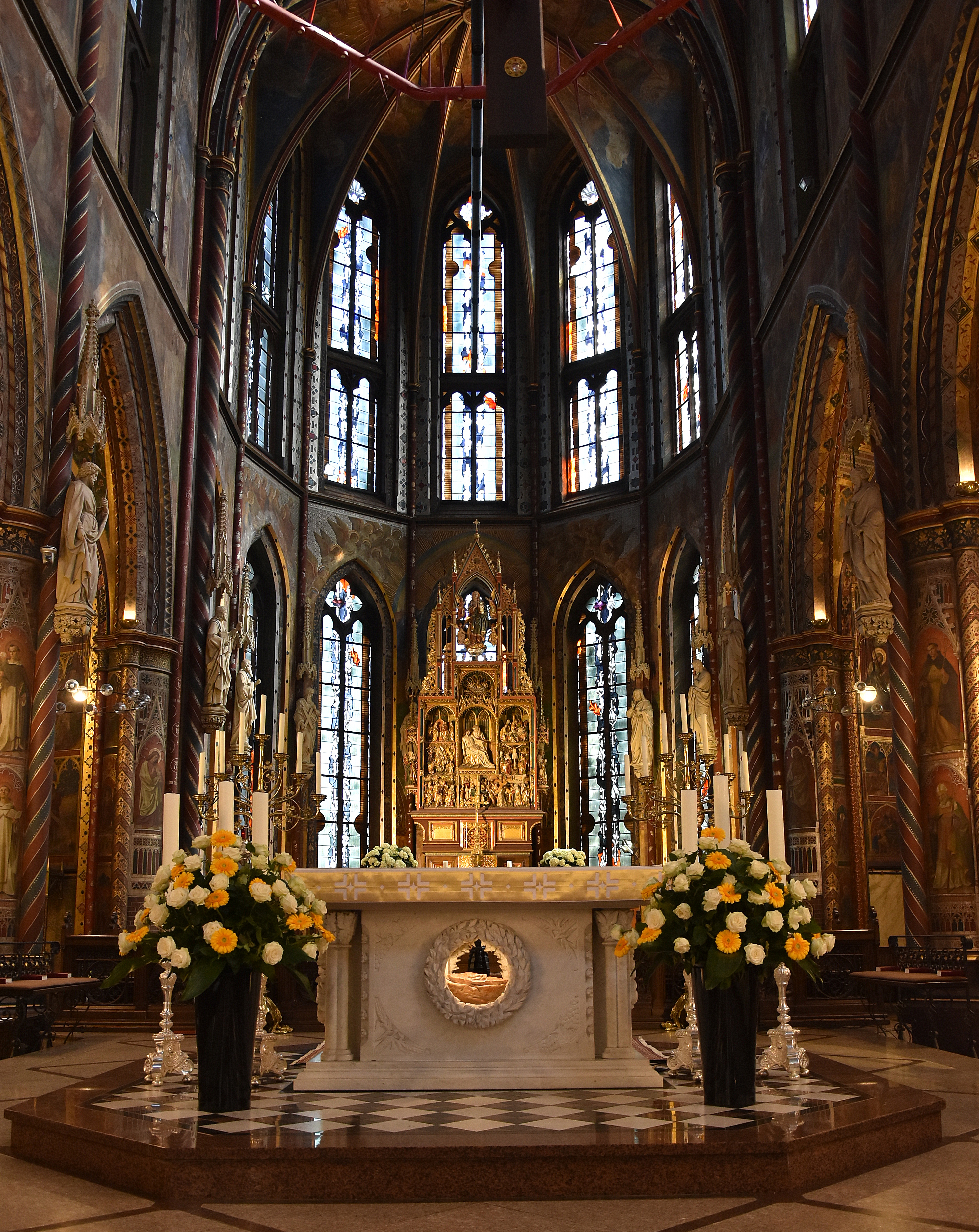
Hochaltar
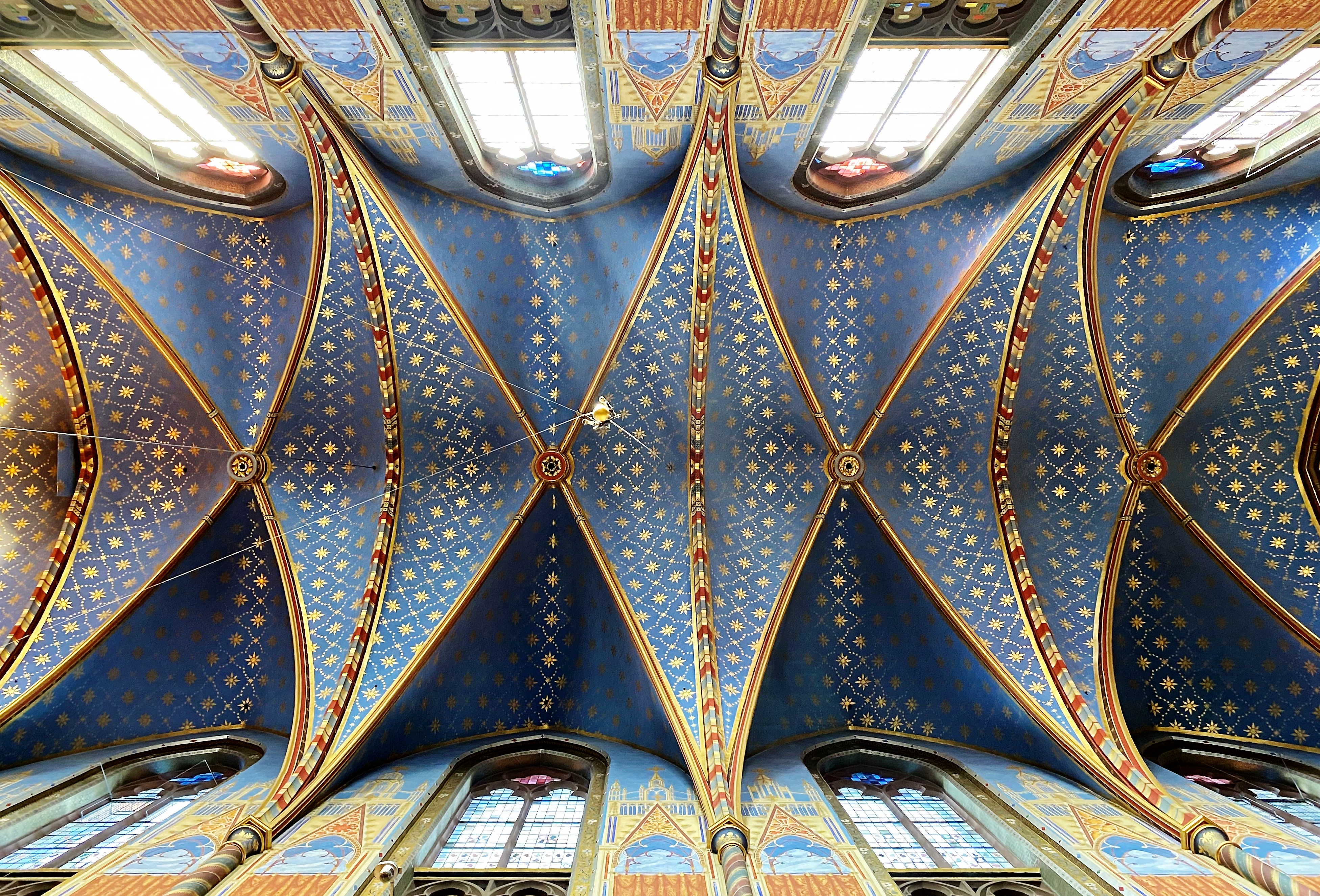
Ausmalung Gewölbe
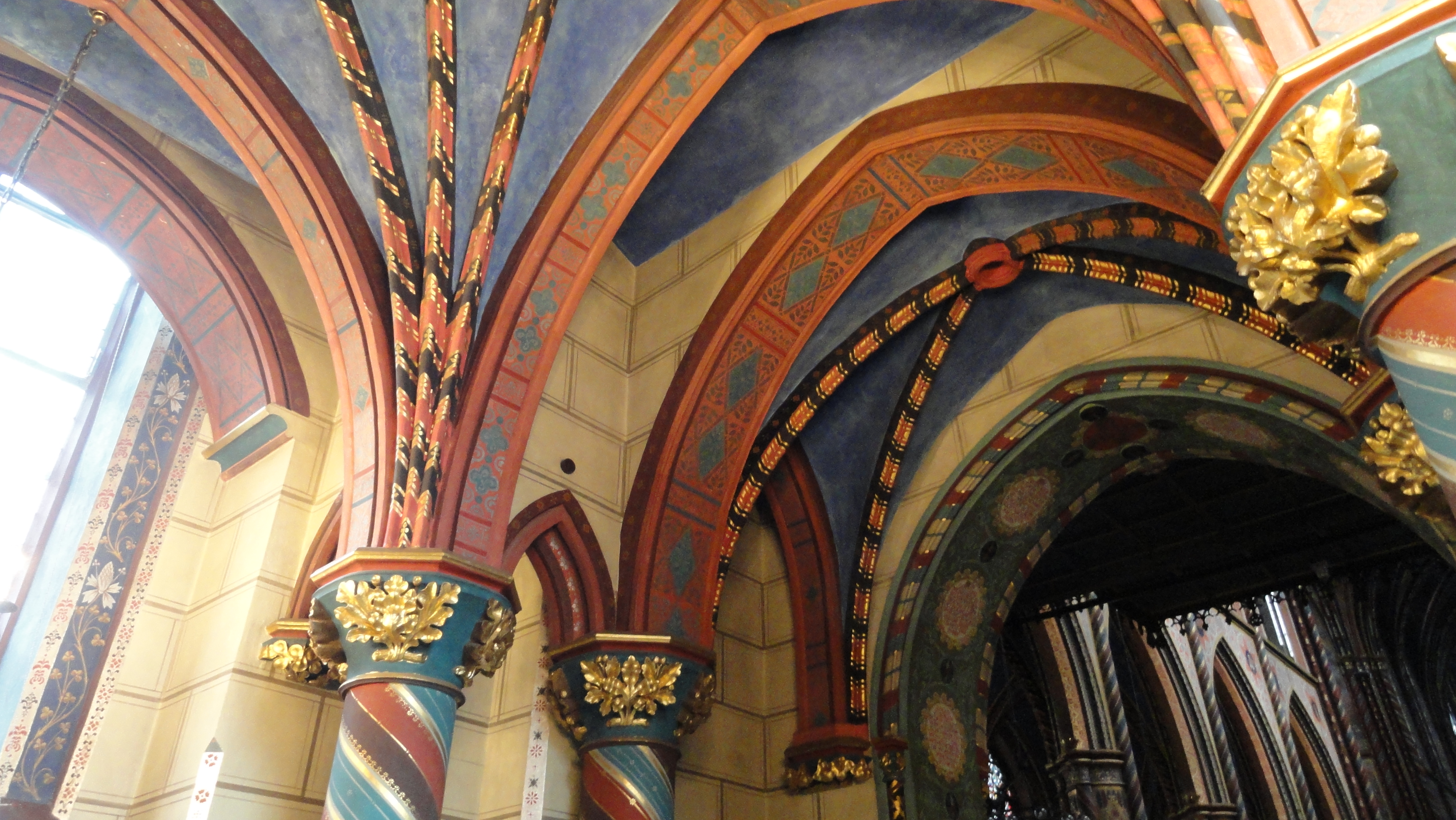
Detail: Ausmalung

## Bedeutung der Wallfahrt
1884 verlieh Papst Leo XIII. Pfarrer Joseph von Ackeren und seinen Nachfolgern das Privileg, den Apostolischen Segen viermal jährlich an seiner statt zu erteilen. Heute wird in Kevelaer als einzigem deutschsprachigen Ort dieser Apostolische Segen durch den Pfarrer oder einen anwesenden Bischof an den Festtagen Mariä Heimsuchung, Mariä Himmelfahrt, Mariä Geburt und Allerheiligen gespendet.
1923 wurde die Kirche zur päpstlichen Basilica minor erhoben. Die Pfarre St. Marien wurde 1956 von der Antoniusgemeinde abgepfarrt. Der Pfarrer Stefan Zekorn, der seit 2006 zugleich Wallfahrtsrektor war, wurde am 3. Dezember 2010 durch Papst Benedikt XVI. zum Weihbischof der Region Münster/Warendorf im Bistum Münster ernannt. Nachfolger Zekorns wurde am 22. Mai 2011 der bisherige Pfarrer von St. Ida in Herzfeld (Lippetal), Domkapitular Rolf Lohmann. Lohmann wurde schließlich am 25. April 2017 durch Papst Franziskus zum Weihbischof für die Region Niederrhein (Sitz Xanten) im Bistum Münster berufen. Sein Nachfolger wurde Pfarrer Gregor Kauling, der am 10. März 2024 durch Stefan Dördelmann als neuer Wallfahrtsrektor abgelöst wurde.

## Orgel

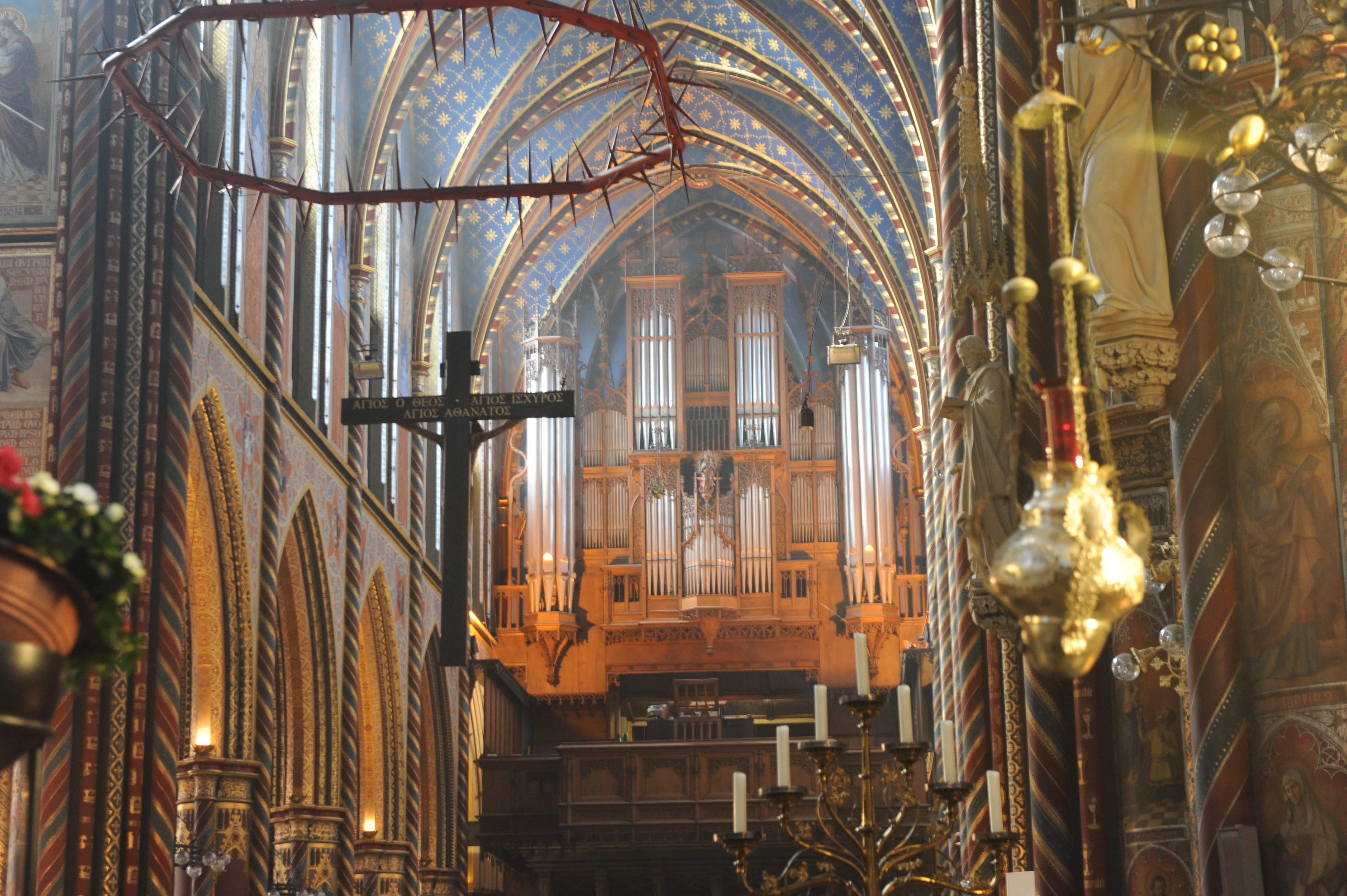
Innenraum mit Blick auf die Orgel

Die Orgel der Marienbasilika ist mit 133 Registern die größte deutsch-romantische Orgel der Welt. Sie besteht aus der Hauptorgel auf der Westempore und einem Fernwerk auf der nördlichen Querhausempore ohne eigene Spielanlage. Das Instrument geht in großen Teilen zurück auf ein Instrument, das in den Jahren 1906/1907 vom Orgelbauunternehmen Ernst Seifert (damals: Köln) erbaut worden war, und die erste Orgel ersetzte, die um 1874 von dem Orgelbauer Wilhelm Rütter (Kevelaer) erbaut worden war.

## Glocken

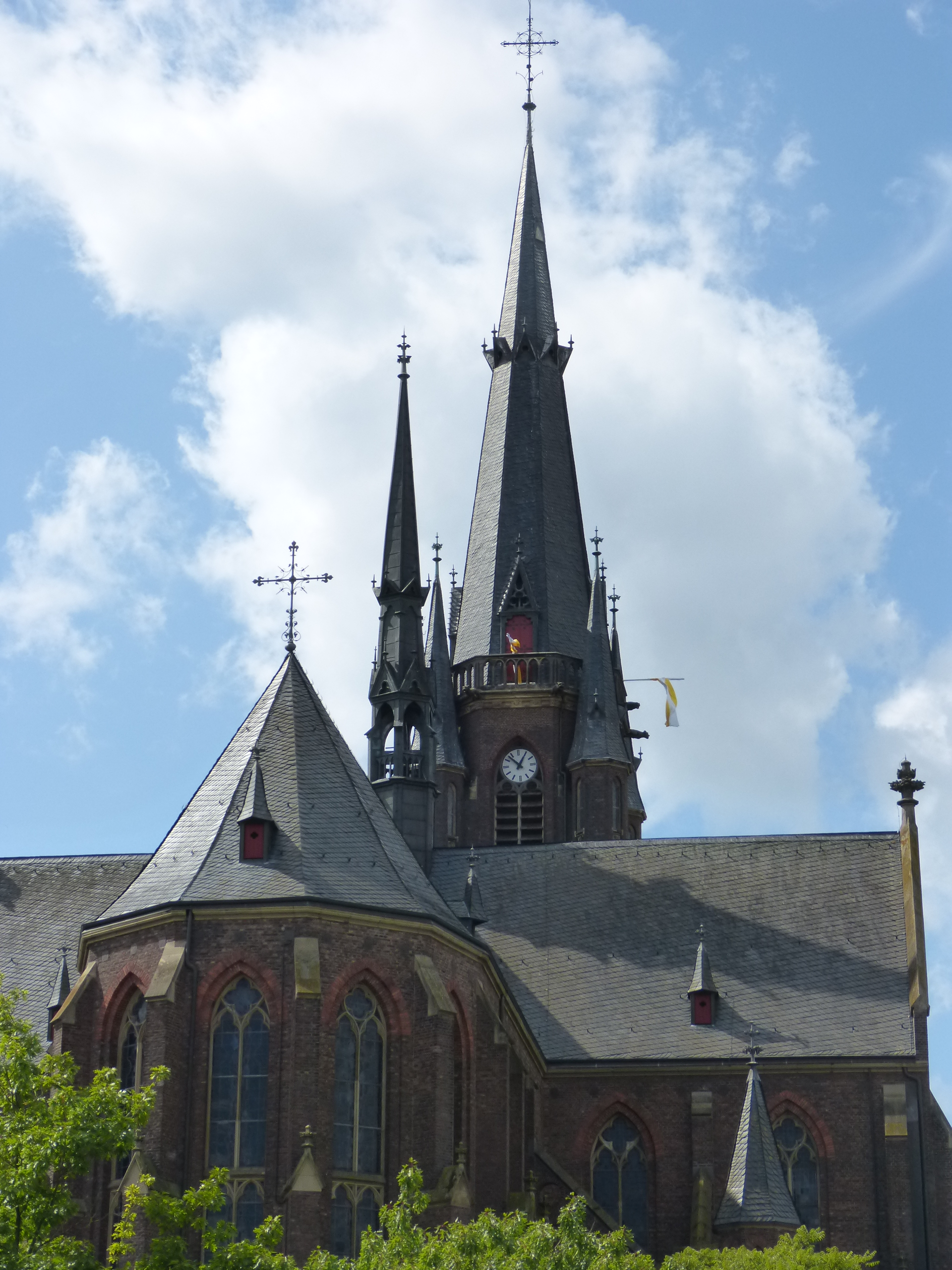
Basilika von Osten mit dem Dachreiter über der Vierung und dem großen Glockenturm.

Im Turm der Basilika hängen 8 Glocken, im Dachreiter über der Vierung hängt eine weitere Läuteglocke.
Bereits im Jahre 1954 erhielt die Basilika fünf neue Glocken, nachdem das Vorkriegsgeläut im Zweiten Weltkrieg verloren gegangen war. Die Glocken wurden vom Bochumer Verein in V7 Rippe gefertigt und sind aus Stahl gegossen; sie hängen im Hauptturm in einem Holzglockenstuhl.
Ergänzt wird dieses Geläut durch vier Bronzeglocken, die 2005 von Bruder Michael Reuter (Maria Laach) gegossen wurden. Zur Aufnahme der drei neuen Glocken im Hauptturm wurde der Glockenstuhl erweitert und verstärkt; die beiden größten Glocken wurden mit einer Gegenpendelanlage ausgestattet, um die Schwungkräfte zu minimieren. Die vierte neue Glocke wurde im Vierungsturm aufgehängt.
| Nr. | Name                    | Gussjahr | Gießer            | Masse (kg, ca.) | Durchmesser (mm) | Schlagton (HT-1/16) | Anmerkung           |
| --- | ----------------------- | -------- | ----------------- | --------------- | ---------------- | ------------------- | ------------------- |
| 1   | Consolatrix afflictorum | 1954     | Bochumer Verein   | 2.782           | 1.980            | a0                  | Stahl               |
| 2   | Virgo Immaculata        | 1954     | Bochumer Verein   | 1.764           | 1.690            | c1                  | Stahl               |
| 3   | Regina Assumpta         | 1954     | Bochumer Verein   | 1.510           | 1.519            | d1                  | Stahl               |
| 4   | Regina Pacis            | 1954     | Bochumer Verein   | 928             | 1.350            | e1                  | Stahl               |
| 5   | St. Michael             | 2005     | Br. M. Reuter OSB | 1.107           | 1.165            | f1                  | Bronze              |
| 6   | Mediatrix Gratiarum     | 1954     | Bochumer Verein   | 518             | 1.111            | g1                  | Stahl               |
| 7   | St. Gabriel             | 2005     | Br. M. Reuter OSB | 528             | 915              | a1                  | Bronze              |
| 8   | St. Raphael             | 2005     | Br. M. Reuter OSB | 374             | 810              | c2                  | Bronze              |
| 9   | St. Ludgerus            | 2005     | Br. M. Reuter OSB | 146             | 600              | f2                  | Bronze (Dachreiter) |